# Extension d'amorce
L'extension d'amorce est une technique de biologie moléculaire permettant d'identifier le site d'initiation de la transcription (TSS) d'un gène. Attention, le site d'initiation de la transcription (de l'ARN polymérase) est différent du site d'initiation de la traduction (du ribosome).

## Principe
On choisit une sonde d'ADN radioactif (obtenue à partir du gène d'intérêt ou de la protéine). On sélectionne ensuite les ARN désirés grâce à cette amorce, puis allonge cette amorce par transcription inverse. La synthèse d'ADN s'arrête lorsque la polymérase a atteint l'extrémité 5' de l'ARN, soit le site d'initiation de la transcription. Une analyse par électrophorèse sur gel puis autoradiographie nous permet de déterminer la taille des fragments synthétisés, et donc la distance entre la sonde et le TSS. La position de la sonde étant connue, on peut en déduire celle du TSS.